# 수니 멜레스
수니 멜레스(Sunnyi Melles, 1958년 10월 7일 ~ )는 헝가리, 스위스의 배우, 성우로, 독일과 오스트리아에서 주로 활동한다.

## 출연 작품

### 영화
- 슬픔의 삼각형 (2022년) - 베라 역
- 볼큰브허 (2018년)
- 여전히 푸른 인생 (2018년)
- 더 인벤션 오브 러브 (2013년) - 클라우디아 역
- 엘피 브리스트 (2009년)
- 줄리아스 실종 (2009년)
- 위대한 계시 (2009년) - 리차디스 엄마  역
- 부덴브루크가의 사람들 (2008년)
- 바더 마인호프 (2008년)
- 섹스 앤 이노센트 (2005년) - 무테 니코 역
- Maschenka (1987) - 릴리 역